# Siegfried Dessauer
Siegfried Dessauer (20 de septiembre de 1874 - mayo de 1945) fue un director, guionista y actor cinematográfico de nacionalidad alemana, activo en la época del cine mudo.

## Biografía
Su nombre completo era Siegfried Simon Julius Hans Dessauer, y nació en Berlín, Alemania. Tras cumplir sus estudios en Realgymnasiums, inició su carrera artística trabajando para diferentes teatros en giras, hasta que con el tiempo obtuvo compromisos con teatros de prestigio en Colonia, Hannover, Fráncfort del Meno y Berlín.
Había trabajado unos veinte años en el teatro, cuando Dessauer decidió empezar en el cine en los años 1910 como ayudante de dirección. En 1914 fue contratado por la compañía productora Imperator-Film, para la cual fue director durante seis años. Dessauer se especializó en el rodaje de filmes de aventuras, melodramas, historias exóticas o detectivescas y películas de trasfondo patriótico. A finales de los años 1920 no pudo conseguir más proyectos de filmación, siendo su última producción de importancia Hauptmann von Köpenick. Con los inicios del cine sonoro entre 1930 y 1933 trabajó en labores de producción en películas como Aschermittwoch, Schneider Wibbel, Dienst ist Dienst, Keine Feier ohne Meyer, Ballhaus Goldener Engel, Annemarie, die Braut der Kompanie o Die Unschuld vom Lande, su último trabajo cinematográfico.
La toma del poder por parte de los nazis en enero de 1933 puso fin a la carrera de Dessauer que, por ser judío, fue despedido de su trabajo. El 25/26 de julio de 1938 fue oficialmente expulsado del Reichsfilmkammer por ser „no ario“. Sin embargo, gracias a su matrimonio con una aria, permaneció protegido de la deportación en Berlín-Wittenau hasta febrero de 1945. 
Su última señal de vida llegó en mayo de 1945, cuando Dessauer se encontraba en Berlín en el distrito Hermsdorf. Quizás murió durante la agitación de los últimos momentos de la Segunda Guerra Mundial en Berlín.

## Filmografía (director)
- 1913 : Aus eines Mannes Mädchenzeit (también actor)
- 1914 : Die Stadt der Verschwundenen
- 1914 : Der Schienenweg unterm Ozean (codirector)
- 1915 : Die süße Nelly
- 1915 : Im Banne des fremden Willens
- 1915 : Um 500.000 Mark
- 1915 : Satan Opium
- 1916 : Das Geheimnis der Diamantenfelder
- 1916 : Stolz weht die Flagge schwarz-weiß-rot
- 1916 : Zwischen halb elf und elf
- 1917 : Der flammende Kreis
- 1917 : Das Geständnis der Olga Orginska
- 1917 : Der König der Nacht
- 1918 : Das verrückte Hotelzimmer
- 1918 : Der eiserne Käfig
- 1918 : Der Fakir
- 1919 : Dämon der Welt, 2. Teil
- 1919 : Kinder der Liebe
- 1920 : Die Eidechse (también guionista)
- 1920 : Kriminalpolizei, Abteilung ‘Mord’ (también coguionista)
- 1920 : Professor Bertons Erfindung
- 1921 : Die Frau mit den zehn Masken, 3 Teile
- 1921/1922 : Schande
- 1922 : Der Roman einer Halbweltdame
- 1922 : Der Schrei aus der Tiefe
- 1922 : Das Lebensroulette
- 1923 : Der Narr und die Anderen (actor)
- 1925 : Frauen und Banknoten (solo actor)
- 1926 : Der Hauptmann von Köpenick (también guionista)
- 1929 : Man schenkt sich Rosen, wenn man verliebt ist
- 1930 : Es gibt noch Kavaliere (corto)
- 1932 : Schön war’s doch (corto)
- 1932 : Der verliebte Blasekopp